# Delta Muscae
Delta Muscae ( δ Muscae, förkortat Delta Mus,  δ Mus)  som är stjärnans Bayerbeteckning, är en spektroskopisk dubbelstjärna belägen i den mellersta delen av stjärnbilden Flugan. Den har en skenbar magnitud på 3,61 och är synlig för blotta ögat där ljusföroreningar ej förekommer. Baserat på parallaxmätning inom Hipparcosuppdraget på ca 35,9 mas, beräknas den befinna sig på ett avstånd på ca 91 ljusår (ca 28 parsek) från solen.

## Egenskaper
Delta Muscae A är en orange till röd jättestjärna av spektralklass K2 III. Den en radie som är ca 8 gånger större än solens och utsänder från dess fotosfär ca 42 gånger mera energi än solen vid en effektiv temperatur på ca 4 500 K.